# 2018 en rugby à XV
Cette page présente les faits marquants de l'année 2018 en rugby à XV : les principales compétitions et événements liés au rugby à XV et rugby à sept ainsi que les décès de grandes personnalités de ces sports.

## Principales compétitions
- Currie Cup (du 17 août au 27 octobre 2018)
- Mitre 10 Cup (du 16 août au 27 octobre 2018)
- Coupe d'Europe (du 13 octobre 2017 au 12 mai 2018)
- Challenge européen (du 12 octobre 2017 au 11 mai 2018)
- Championnat d'Angleterre (du 1er septembre 2017 au 26 mai 2018)
- Championnat de France (du 26 août 2017 au 2 juin 2018)
- Pro14 (du 1er septembre 2017 au 26 mai 2018)
- Coupe anglo-galloise (du 4 novembre 2017 au 30 mars 2018)
- Super Rugby (du 17 février 2018 au 4 août 2018)
- The Rugby Championship (du 18 août 2018 au 6 octobre 2018)
- Tournoi des Six Nations (du 3 février 2018 au 17 mars 2018)
- World Rugby Sevens Series (du 1er décembre 2017 au 10 juin 2018)

## Événements

### Janvier
- 26 janvier et 27 janvier : Australia rugby sevens 2018, troisième étape du World Rugby Sevens Series 2017-2018 au Sydney Football Stadium à Sydney, Australie : victoire finale dans son pays de l'équipe d'Australie.

### Février
- 3 février et 4 février : New Zealand rugby sevens 2018, quatrième étape du World Rugby Sevens Series 2017-2018 au Waikato Stadium à Hamilton, Nouvelle-Zélande : victoire finale de l'équipe des Fidji.
- 3 février : 22e journée de Pro D2 : le Biarritz Olympique remporte sur son terrain le 109e derby basque en s'imposant 17 à 14 face à l'Aviron bayonnais.

### Mars
- du 2 mars au 4 mars : USA rugby sevens 2018, cinquième étape du World Rugby Sevens Series 2017-2018 au Sam Boyd Stadium à Las Vegas, États-Unis : Victoire finale dans son pays de l'équipe des États-Unis.
- 10 mars et 11 mars : Canada rugby sevens 2018, sixième étape du World Rugby Sevens Series 2017-2018 au BC Place Stadium à Vancouver, au Canada : Victoire finale de l'équipe des Fidji.
- 17 mars : 21e journée du Top 14 : le Racing 92 remporte le derby parisien en s'imposant face à leurs rivaux du Stade Français Paris 28-22.
- 23 mars : 28e journée de Pro D2 : l'US Dax est officiellement reléguée en Fédérale 1 à la suite d'une nouvelle défaite sur son terrain (15-23) face l'AS Béziers.

### Avril
- 28 avril : 25e journée de Top 14 : le CA Brive est officiellement relégué en Pro D2 après sa défaite sur la pelouse du Stade Français 30 à 22.
- 29 avril : 21e journée de Premiership : à la suite d'une nouvelle défaite sur leur pelouse (14-51) face aux Saracens, les London Irish sont officiellement relégués en RFU Championship.

### Mai
- 5 mai : 22e journée de Premiership : malgré une victoire 35-13 sur la pelouse des Sale Sharks, le club des Leicester Tigers ne parvient pas à se qualifier pour la phase-finale du championnat une première depuis 2005.
- 6 mai : finale de Pro D2 au Stade Ernest-Wallon de Toulouse : l'USAP est sacrée champion de France de deuxième division et obtient sont billet pour le Top 14 après une victoire 38-13 face au FC Grenoble.
- 11 mai : grâce à une pénalité dans les ultimes minutes du match, les Gallois des Cardiff Blues remportent pour la 2e fois la Challenge Cup (31-30) face aux Anglais de Gloucester.
- 12 mai : finale de la Coupe d'Europe à Bilbao : les Irlandais du Leinster remportent le titre européen pour la 4e fois de l'histoire en battant les Franciliens du Racing 92 15 à 12.
- 19 mai : finale de l'Eccellenza : le Petrarca Rugby Padoue est sacré champion d'Italie après sa victoire 19-11 face au club de Rugby Calvisano.
- 26 mai : 
  - Finale de la División de Honor au Stade José-Zorrilla à Valladolid : l'équipe de Valladolid RAC est sacrée championne d'Espagne après sa victoire 18-12 contre leur voisine d'El Salvador rugby.
  - Finale de Premiership à Twickenham : les Saracens sont sacrés champions d'Angleterre grâce à une victoire (29-10) obtenue face aux Exeter Chiefs.
  - Finale du Pro14 à l'Aviva Stadium de Dublin : les Irlandais du Leinster remportent le titre pour la 5e fois en battant les Gallois des Scarlets 40 à 32.

### Juin
- 2 juin : finale du Top 14 au Stade de France : le Castres Olympique est sacré champion de France pour la 5e fois de son histoire, après sa victoire 29-13 face au Montpellier Hérault rugby.
- du 9 juin au 23 juin : Tournée de l'équipe de France en Nouvelle-Zélande.

### Août
- 1er août : Mario Ledesma est nommé sélectionneur de l'équipe d'Argentine de rugby à XV.
- 4 août : finale du Super Rugby à Christchurch : les Néo-Zélandais des Crusaders remportent le titre pour la 9e fois en s'imposant 37-18 face aux Sud-Africains des Lions.
- 10 août : après un choc à la poitrine[1], un choc violent[2] ou un plaquage[3] subi lors d'un match amical, l'ailier aurillacois Louis Fajfrowski meurt dans la soirée[4]. Une enquête est ouverte afin de déterminer les causes de son décès[5],[6],[7],[8].

### Septembre
- 12 septembre : Thomas Lièvremont est nommé sélectionneur de l'équipe de Roumanie de rugby à XV.
- 27 septembre : 6e journée de Pro D2 : le Biarritz Olympique remporte à domicile le 110e derby basque en s'imposant 22 à 6 face à leurs rivaux de l'Aviron bayonnais.
- 29 septembre : 5e journée du Rugby Championship : les All Blacks remportent le tournoi avant le terme de la compétition en s'imposant à Buenos-Aires 35 à 17 face l'Argentine.
- 30 septembre : 6e journée du Top 14 : le Racing 92 remporte le derby parisien en s'imposant sur le terrain du Stade Français Paris sur le score de 16 à 17.

### Octobre
- 27 octobre : Après deux victoires lors du Rugby Championship, la Nouvelle-Zélande s'impose une troisième fois contre l'Australie à Yokohama (37-20) et remporte la Bledisloe Cup pour la seizième fois consécutive.

### Novembre
- 3 novembre : Les équipes de l'hémisphère nord disputent leurs premiers matchs de la tournée de novembre. Le Japon est battu à domicile par la Nouvelle-Zélande (31-69). Le pays de Galles s'impose à Cardiff face à l'Écosse 21 à 10 ; dans le même temps le XV de la rose l'emporte d'un tout petit point face aux Springboks (12-11) ; un peu plus tard dans la journée, l'Irlande s'impose à Chicago (54-7) face à l'équipe d'Italie.

### Finales nationales françaises
| Castres O USA Perpignan FC Grenoble AS Montferrand Biarritz O Provence rugby US bressane AS Lavaur AS Bédarrides Aviron gruissanais Saint-Girons SCC Servette RC EH Arcangues US boulonnaise XV de la Save USA Bedous Montpellier HR (F) |

Championnats de France masculin
- Top 14 : Castres olympique bat Montpellier HR par 29 à 13.
- Pro D2 : USA Perpignan bat FC Grenoble par 38 à 13 et accède au Top 14
  - Barrage d'accession Top 14 : 
    - Le FC Grenoble (finaliste Pro D2) s'impose face à US Oyonnax (13e du Top 14) par 47 à 22 et accède au Top 14
- Espoirs Élite 1 : AS Montferrand (Top 14) bat Section paloise (Top 14) par 24 à 19
- Espoirs Élite 2 : Biarritz olympique (Pro D2) bat CA Brive (Top 14) par 14 à 13
- Fédérale 1 : Provence rugby est champion de France de Fédérale 1 à l'issue du classement de la saison régulière et accède à la Pro D2
  - Finale d'accession à la Pro D2
    - L'US bressane s'impose face au Rouen NR par 27-24 et 23-18 (50-42) et accède à la Pro D2

  - Trophée Jean Prat : AS Lavaur bat SA Trélissac par 24 à 21
- Fédérale 2 : AS Bédarrides Châteauneuf-du-Pape bat AS Fleurance par 24 à 17
- Fédérale 3 : Aviron gruissanais bat US Nantua Port rugby du Haut-Bugey par 26 à 7
- Honneur : Saint-Girons SCC bat Rugby tango chalonnais par 45 à 3
- Promotion d'Honneur : Association Servette RC bat RC Chameyrat par 48 à 9
- 1re série : Emak Hor Arcangues bat AS Capelaine par 20-15
- 2e série : US boulonnaise bat Limoges Étudiants Club par 15 à 0
- 3e série : XV de la Save bat RC Rougier par 24 à 19
- 4e série : US Aspoise Bedous bat RC Conflans Herblay Val de Seine par 42 à 10

Championnats de France féminin
- Élite 1, Top 8 : Montpellier HR bat  Stade toulousain par 15 à 12
- Elite 2 :
- Fédérale 1 :

## Principaux décès
- 9 janvier : Décès à 34 ans de Jean-Marc Mazzonetto, à la suite d'un accident de voiture[9].
- 30 mars : 
  - Décès à l'age de 74 ans de l'ancien All Black Keith Murdoch (3 sélections).
  - Pierre Bousquier, directeur général du Biarritz Olympique depuis près de vingt ans, meurt à l'âge de 45 ans après un malaise cardiaque.
- 1 avril : Julien Janaudy, talonneur de l'USO Nevers, meurt à l'âge de 29 ans dans un accident de la circulation.
- 4 mai : L'ancien ailier Tony Steel, 23 sélections et 20 essais avec la Nouvelle-Zélande de 1966 à 1968 et élu au parlement néo-zélandais en 1990, meurt à l'âge de 76 ans.
- 10 août : Louis Fajfrowski, ailier du Stade aurillacois, meurt à l'âge de 21 ans dans le cadre d'un match amical.
- 15 août : Pierre Camou, président de la FFR de 2008 à 2016, meurt subitement trois jours avant son 73e anniversaire[10].